# 寺本熊市

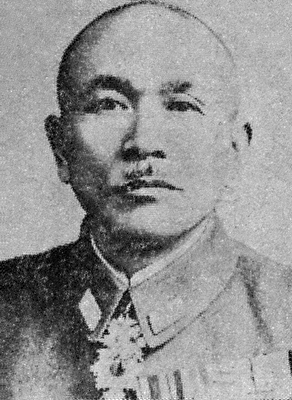
寺本熊市

寺本熊市（1889年—1945年8月15日）是二战期间的一位日本陆军中将。1940年，他晋升为中将，出任第2飞行师团师团长，驻地为满洲国。1943年5月至7月间，寺本熊市指挥第1航空軍；7月，他被任命为第4航空军司令，该部队在美军对寺本熊市的驻地韦瓦克的轰炸期间基本被全歼。他在1945年下半年成为陆军航空本部部长。8月15日，日本投降，寺本熊市切腹自杀。